# 小行星4486
小行星4486（英語：4486 Mithra）是一颗围绕太阳公转的小行星。1987年9月22日，艾瑞克·怀特·埃尔斯特、V. G. Shkodrov在斯莫梁发现了此天体。
这颗小行星的绝对星等为168.9030259462052等。